# Pellafol
Pellafol település Franciaországban, Isère megyében. Lakosainak száma 134 fő (2022. január 1.). Pellafol Tréminis, Dévoluy, Ambel, Corps, Monestier-d’Ambel, Quet-en-Beaumont, Saint-Baudille-et-Pipet és Châtel-en-Trièves községekkel határos.

## Népesség
A település népességének változása:
| Lakosok száma | 245  | 152  | 149  | 136  | 140  | 137  | 136  | 137  | 136  | 134  |
|               | 1968 | 1982 | 1990 | 2006 | 2013 | 2015 | 2017 | 2019 | 2020 | 2022 |